# SK Austria Kärnten
SK Austria Kärnten was een Oostenrijkse voetbalclub uit Klagenfurt. In 2010 degradeerde de club uit de Bundesliga en kreeg geen licentie voor de Erste Liga en zakte meteen door naar de Regionalliga. Op 14 juni 2010 werd de club opgeheven. De club speelde tot haar faillissement in de hoogste divisie van Oostenrijk, de Bundesliga.
De club dient niet verward te worden met FC Kärnten, dat voor diverse fusies ook door het leven ging als Austria Kärnten. Dit was een ander team en bestaat inmiddels ook niet meer.

## Geschiedenis
De club is in 2007 als FC Superfund verhuisd vanuit Pasching, een voorstad van Linz. De thuiswedstrijden werden in het Waldstadion in Pasching afgewerkt. Meteen is daar een nieuwe club opgericht met de naam Spielgemeinschaft Pasching/Wallern. SPG Pasching/Wallern speelt op dit moment in de Landesliga West.

## Naamsveranderingen
- 1946 — Oprichting van ATSV Pasching
- 1986 — ASKÖ Pasching
- 1999 — SV PlusCity Pasching
- 2003 — FC Superfund
- 2007 — SK Austria Kärnten (en verhuisd naar Klagenfurt)

## FC Superfund in Europa
#Q = #kwalificatieronde, #R = #ronde, PO=Play Offs, Groep = groepsfase, 1/2 = halve finale, F = Finale, T/U = Thuis/Uit, W = Wedstrijd, PUC = punten UEFA coëfficiënten .
Uitslagen vanuit gezichtspunt FC Superfund
| Seizoen | Competitie    | Ronde | Land                     | Club                     | Totaalscore | 1e W    | 2e W    | PUC |
| ------- | ------------- | ----- | ------------------------ | ------------------------ | ----------- | ------- | ------- | --- |
| 2003    | Intertoto Cup | 1R    | Vlag van Georgië         | WIT Georgia              | 2-2         | 1-0 (T) | 1-2 (U) | 0.0 |
|         |               | 2R    | Vlag van Noord-Macedonië | FK Pobeda Prilep         | 3-2         | 1-1 (U) | 2-1 (T) | 0.0 |
|         |               | 3R    | Vlag van Kazachstan      | Tobol Kustonai           | 3-1         | 0-1 (U) | 3-0 (T) | 0.0 |
|         |               | 1/2   | Vlag van Duitsland       | SV Werder Bremen         | 5-1         | 4-0 (T) | 1-1 (U) | 0.0 |
|         |               | F     | Vlag van Duitsland       | FC Schalke 04            | 0-2         | 0-2 (T) | 0-0 (U) | 0.0 |
| 2004/05 | UEFA Cup      | 2Q    | Vlag van Rusland         | FK Zenit Sint-Petersburg | 3-3 u       | 3-1 (T) | 0-2 (U) | 1.0 |
| 2005/06 | UEFA Cup      | 2Q    | Vlag van Rusland         | FK Zenit Sint-Petersburg | 3-3 u       | 2-2 (T) | 1-1 (U) | 1.0 |
| 2006/07 | UEFA Cup      | 1R    | Vlag van Italië          | Livorno Calcio           | 0-3         | 0-2 (U) | 0-1 (T) | 0.0 |

Totaal aantal punten voor UEFA coëfficiënten: 2.0